# Eugène-Emmanuel Amaury-Duval
Eugène-Emmanuel Amaury-Duval (Montrouge, 16 aprile 1808 – Parigi, 25 dicembre 1885) è stato un pittore francese.

## Biografia
Nipote del drammaturgo Alexandre Duval, fu uno dei primi allievi di Ingres. Nel 1829 fece parte della commissione di artisti designati da Carlo X che si recarono in Grecia come disegnatori nella sezione di archeologia.
Espose per la prima volta nel Salon del 1833 presentando diversi ritratti, tra i quali la Dame verte, poi smarrita, e il suo Autoritratto, ora al Musée des Beaux-Arts di Rennes. Nel 1834 espose il Pastore greco che scopre un bassorilievo antico.
Dal 1834 al 1836 viaggiò in Italia, visitando Firenze, Roma e Napoli, e scoprì così l'arte del Rinascimento italiano. Tornato in Francia, partecipò alle commissioni delle decorazioni di chiese che i governi di Luigi Filippo e poi di Napoleone III distribuivano agli artisti: la cappella Sainte Philomène della chiesa Saint-Merry (1840-1844), la cappella della Vergine di Saint-Germain-l'Auxerrois, a Parigi (1844-1846) e poi la chiesa di Saint-Germain-en-Laye (1849-1856). Nella sua opera è evidente l'influsso di Ingres.

## L'opera
Baudelaire criticò fortemente la scuola di Ingres e la pittura di Amaury-Duval:

«In generale, i signori Flandrin, Amaury-Duval e Lehman mostrano eccellenti qualità e il loro modellato è veritiero e fine. I dettagli sono ben concepiti, eseguiti con facilità e sveltezza, ma i loro ritratti soffrono spesso di un'affettazione pretenziosa e maldestra. Il loro gusto smodato per la distinzione [cromatica] spesso gioca loro un brutto tiro. Si sa con quale ammirevole bonomia ricerchino le tonalità distinte, contrastanti, cioè i toni che, intensificati, s'accorderebbero come il diavolo e l'acqua santa, come il marmo e l'aceto, ma poiché essi sono notevolmente schiariti e presi a dosi omeopatiche, l'effetto è più sorprendente che doloroso: ecco il loro grande trionfo!»
Tra le sue opere più note, figurano L'Annunciazione, del 1861, e il ritratto Madame de Loynes, del 1862, entrambe al Musée d'Orsay di Parigi; L'Annunciazione  è uno dei suoi pochi quadri di cavalletto a soggetto religioso: di cromatismo delicato, semplice nella composizione, mostra tanto l'influsso di Raffaello che quello dei Nazareni.
La sua opera completa si compone di 76 dipinti e disegni. Pubblicò anche le sue memorie.

## Galleria d'immagini

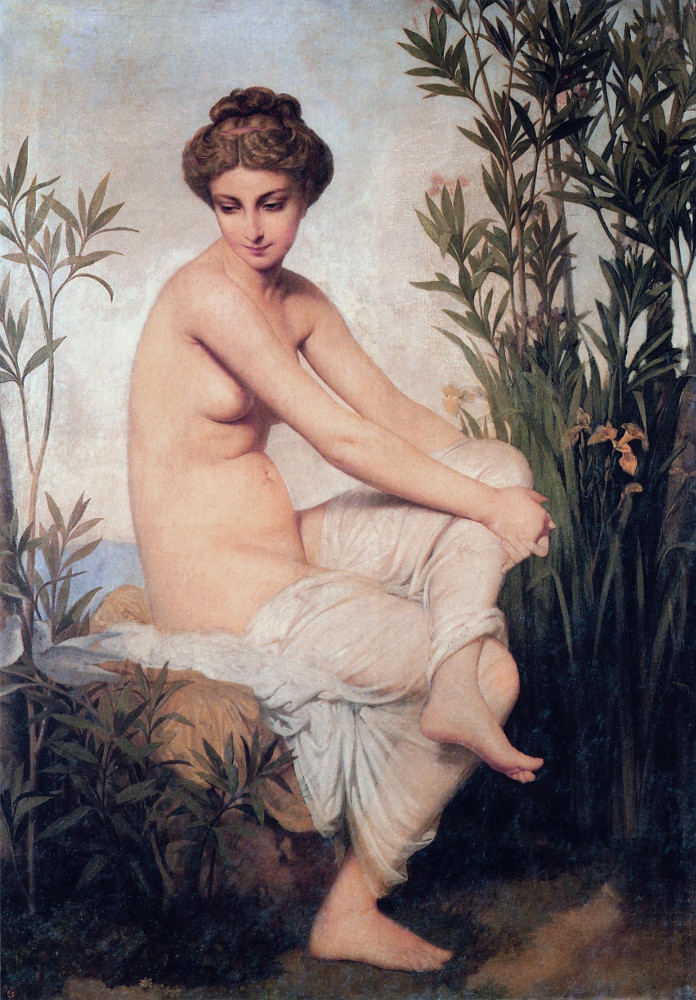
Bagnante antica
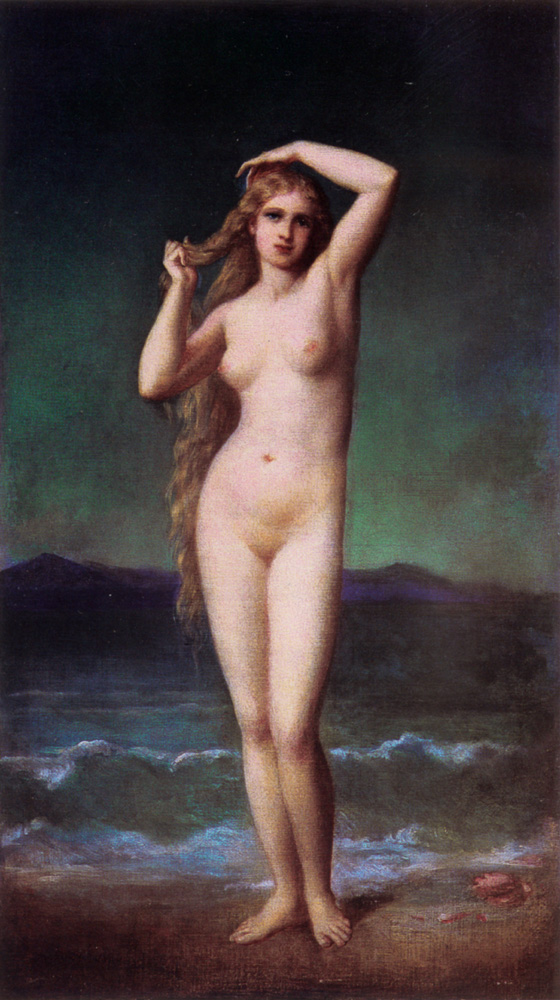
Bagnante
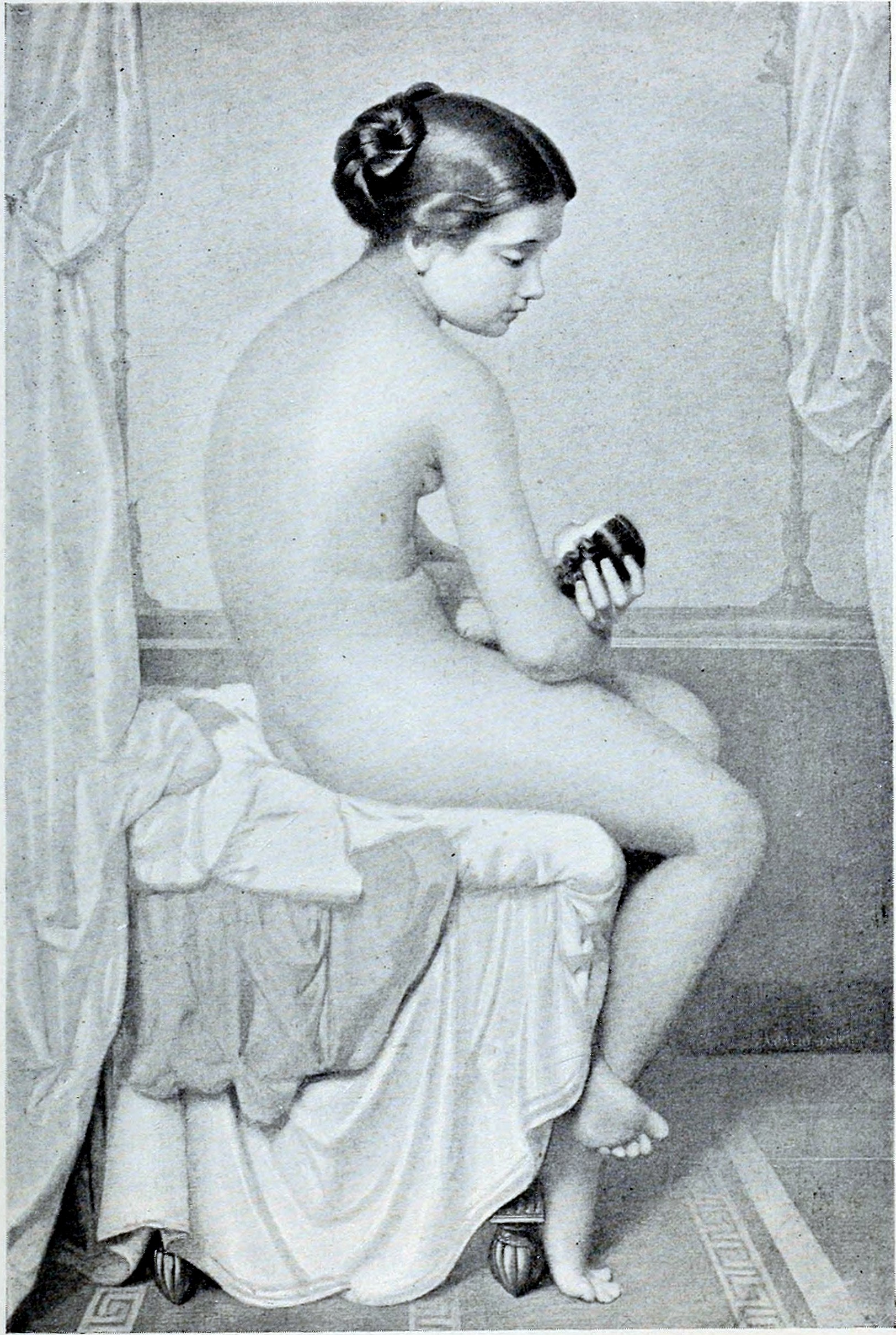
Studio per una giovinetta
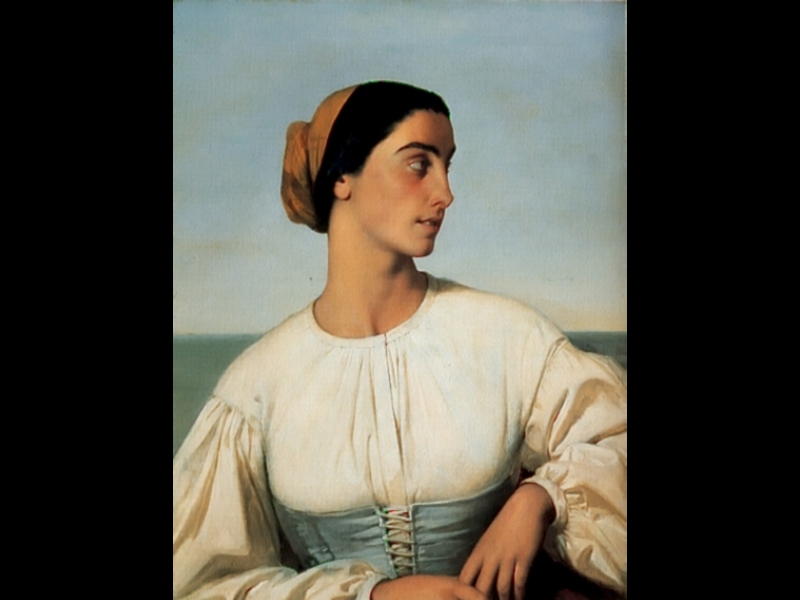
Donna
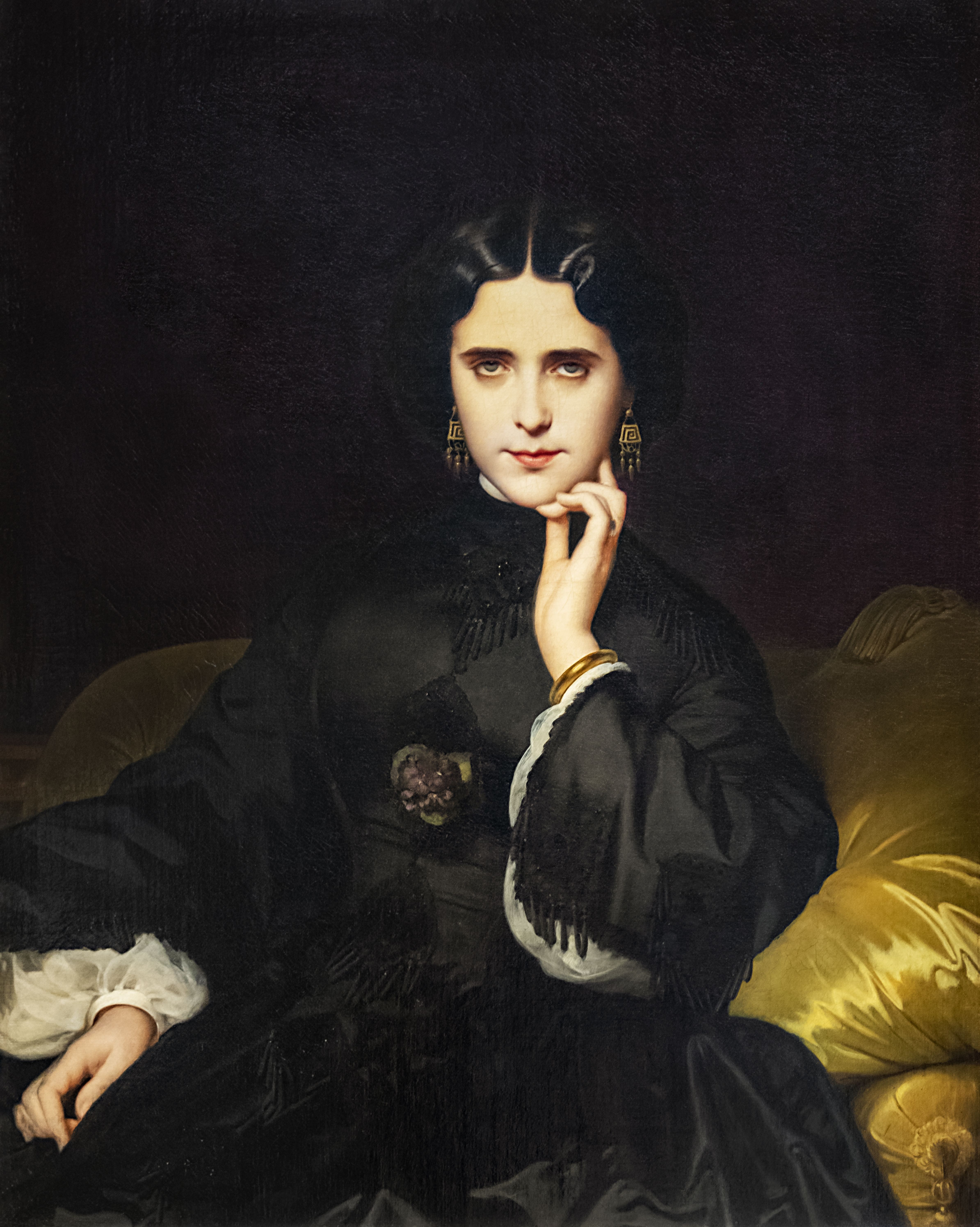
Madame de Loynes
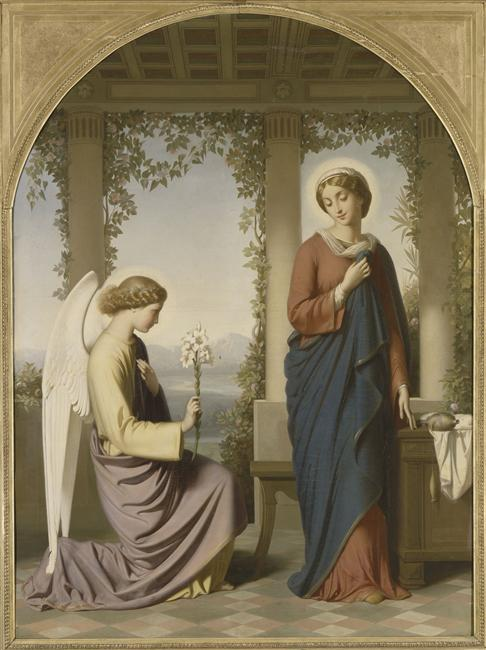
Annunciazione
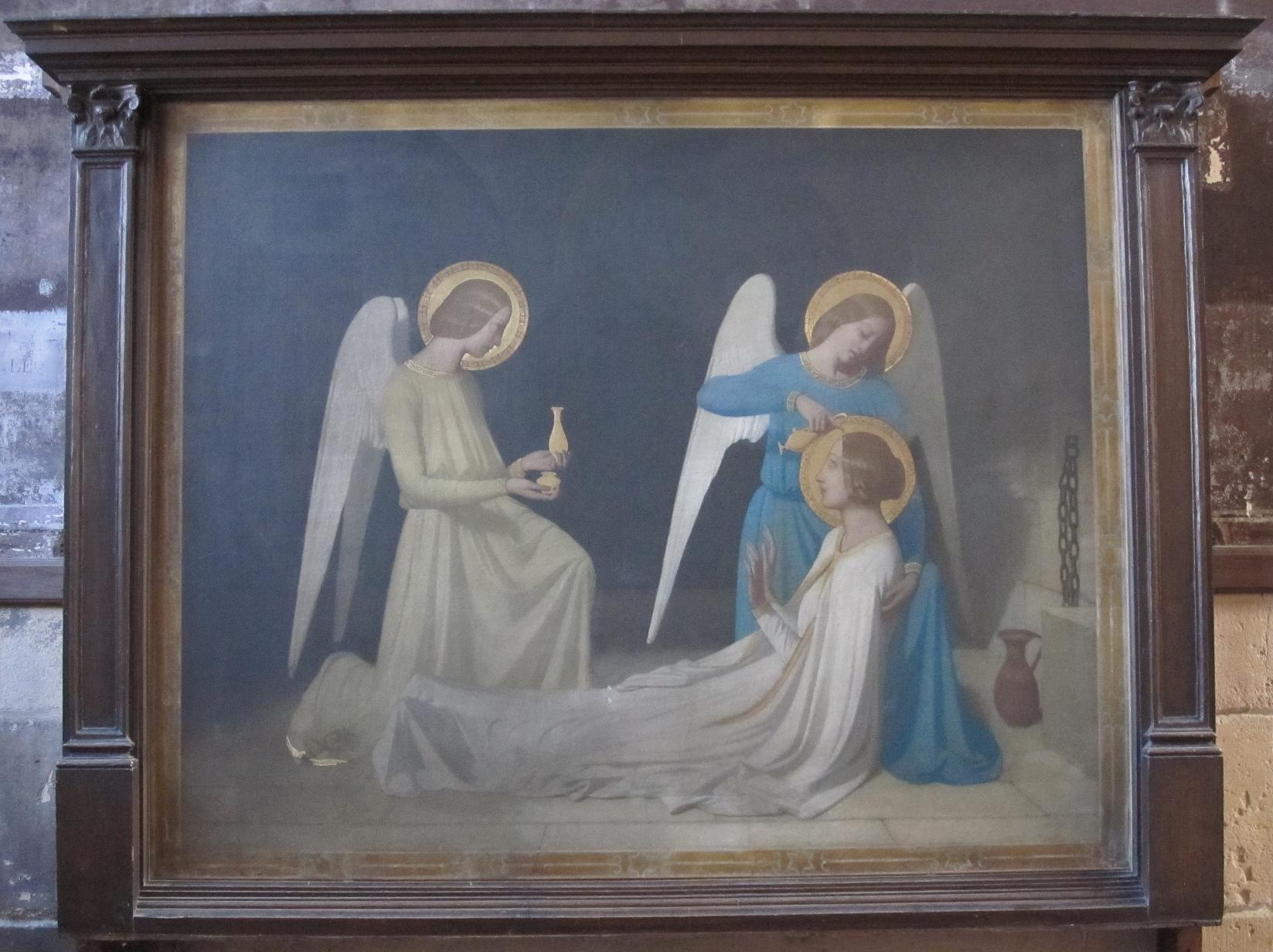
Santa Filomena